# Norops bremeri
Norops bremeri este o specie de șopârle din genul Norops, familia Polychrotidae, descrisă de Barbour 1914. Conform Catalogue of Life specia Norops bremeri nu are subspecii cunoscute.